# Les Invites de Villeurbanne
Les Invites de Villeurbanne est un festival de théâtre de rue et de musique, créé en 2002, qui se déroule tous les 2 ans en juin, à Villeurbanne aux ateliers Frappaz.

## Présentation
Créé en 2002, le festival est coproduit par la Ville de Villeurbanne et les Ateliers Frappaz.

## Budget
En 2012, le festival coûte 1 million d'euros à la ville.
En raison de contraintes budgétaires, il n'y a pas d'édition en 2016 et le festival devient bi-annuel à partir de 2017.

## Éditions du festival

### Édition 2010
16-19 juin
Programmation arts de la rue

Les 26 000 couverts, Annibal et ses Éléphants, Bébert et Lolo, CIA (compagnie Internationale Alligator), Cirq'ulation Locale, Compagnie Cirkatomik, Compagnie del-reves, Compagnie Ilimitrof, Compagnie Lézards Bleus, Compagnie No Tunes International, Compagnie OpUS, Eurodance, Générik Vapeur, Équipe B, Les Colporteurs, Le Bus Rouge + Les Requins marteaux, Les Traine-Savates, Les Transformateurs, L'Illustre Famille Burattini, Mazalda, Teatro gestual de Chile, Théâtre Group', Tout Fou To Fly  
Programmation musique

Anthony Joseph & The Spasm Band (en), The Souljazz Orchestra (en), Bomba Estéreo, Lucy Love, Gablé, Sanseverino, The Subs (en), Piers Faccini, Slow Joe and the Ginger Accident, Blk Jks (en), Iswhat?!, New York Salsa All Stars, Chico Trujillo, Camille Bazbaz
En 2010, les Invites de Villeurbanne ont rassemblé plus de 70 000 personnes[réf. souhaitée].

### Édition 2011
15-18 juin

35 spectacles et 16 concerts
Programmation arts de la rue

Compagnie Les 3 Points de suspension, Compagnie Kumulus
Programmation musique

Têtes raides, Staff Benda Bilili, True Live, Nathalie Natiembé

### Édition 2012
20-23 juin
Programmation arts de la rue

2 Rien Merci, Compagnie Amaranta, Jordi Gali/Compagnie Arrangement Provisoire, Carabosse avec Teatro Linea de Sombra, Carnage Productions, Compagnie n° 8, Surprises musicales, Garniouze Inc., Compagnie Kitschnette, Compagnie Kouka, Kubilai Khan Investigations, L'éléphant Vert, Là Hors De & Téguérer Danse, Leandre, Les Grooms, Les Royales Marionnettes, Luc Amoros, Makadam Kanibal, Marta Bevilacqua, Mumusic Circus, Phare Ponleu Selpak Cirk, Theatre Momggol, Tuga Intervenciones, Tu t'attendais à quoi ?, Utopium Théâtre, Xarxa Teatre                
Programmation musique

Baxter Dury, Boogers, Brigitte Fontaine, General Elektriks, Hell's Kitchen, Kokondo Zaz & Sahab Koanda, Marie Madeleine, Poly-Rythmo, Rocé, Saul Williams, Sizarr, Success
Didier Super, La Clique sur Mer, Monofocus, Palmwine Records

### Édition 2013
19-22 juin
Programmation arts de la rue

1 Watt, 2L au quintal, Les 3 points de suspension, Adhok, Anne-Sybille Couvert, Baltazar Theatre, Beau Geste • Compagnie Bélé Bélé, L’Illustre Famille Burattini, Compagnie De Fakto, Cirque Albatros, Delices DADA, Emile Didier Nana, Fadunito, Heyoka Théâtre, La Chouing, La Constellation, Jackie Star & Cie, La Salamandre, Le Nom du Titre (Fred Tousch, François Rollin, Arnaud Aymard), Les Grandes Personnes de Boromo, Les MOobilettes, Les Pepones, NMB Brass Band, Pol Cie, Spectralex, Transe Express, Utopium Théâtre, V.O. Cie
Programmation musique

Baloji, Broc, DakhaBrakha, Christine Salem, Gari Grèu & Tartar(e), La Femme, Liz de Lux, Rachid Taha, Steve Waring, Thomas Fersen, Yosh Dub The Clash, Dead Combo, Lewis Floyd Henry, Skip and Die
Le festival a attiré 70 000 personnes.

### Édition 2014
18-21 juin
Programmation arts de la rue

Compagnie Beau geste, Compagnie Artonik, Ilotopie, Les Souffleurs - commandos poétiques, Compagnie Oposito
Programmation musique

Cody Chesnutt, Har Mar Superstar, CongopunQ, Tamikrest, Christophe Chassol, Jean-Louis Murat, Winston McAnuff & Fixi
Karol Conka

### Édition 2015
Programmation arts de la rue

Pockemon Crew, Emile Didier Nana, Compagnie l'Etoffe des Rêves
Programmation musique

Collectif 13, Gilles Peterson, Cumbia All Stars, Songhoy Blues
Il y eut 80 000 spectateurs pour cette édition.

### Édition 2017
21-24 juin
Programmation musique

Miossec, Catherine Ringer, Salif Keïta, Roméo Elvis

### Édition 2019
19-22 juin

80 spectacles
Programmation arts de la rue

Compagnie Mauvais Coton
Théâtre de la Toupine, Compagnie Grail’Oli, Compagnie Les Batteurs de pavés, Compagnie de la Connerie Nouvelle, Compagnie Carnage Productions, Compagnie Cie Benoit Charpe, Compagnie Titanos, Délit de façade, Les Têtes d'Affiche, Compagnie des Ô, Compagnie Dyptik, Compagnie La Migration, Jacot le dompteur, Art Point M
Massimo Furlan, Compagnie Pernette, Royal de luxe, Compagnie l'Art Osé, Théâtre la Licorne, Claire Ducreux, Compagnie Le Nom du Titre, Compagnie Virevolt
Programmation musique

Vaudou Game, The Como Mamas

Les Frères Jacquard, Lindigo Connexion, High Tone, Opus

Ana Diaz, Motivés Sound System